# Xi Aihua
Xi Aihua (chinesisch 奚爱华, Pinyin Xī ÀiHuá; * 27. Januar 1982 in Shouguang) ist eine ehemalige chinesische Ruderin.
Xi Aihua begann 1999 mit dem Rudersport. 2003 belegte sie bei den Weltmeisterschaften in Mailand mit dem chinesischen Doppelvierer den elften Platz. Bei den Weltmeisterschaften 2006 in Eton belegte der chinesische Doppelvierer in der Besetzung Tang Bin, Xi Aihua, Gao Yulan und Feng Guixin den vierten Platz hinter den Britinnen, Australierinnen und Deutschen, der russische Doppelvierer war disqualifiziert worden. Beim Weltcup in Amsterdam 2007 siegte der chinesische Doppelvierer mit Tang Bin, Jin Ziwei, Xi Aihua und Feng Guixin. Bei den Weltmeisterschaften in München gewann der chinesische Doppelvierer die Bronzemedaille hinter den Britinnen und den Deutschen. Die vier Ruderinnen, die 2007 Weltmeisterschaftsbronze gewonnen hatten, siegten 2008 bei der Weltcupregatta in Luzern. Bei den Olympischen Spielen 2008 in Peking saß Zhang Yangyang für Feng Giuxin im Boot. Vor heimischem Publikum gewannen die vier Chinesinnen die Goldmedaille im Doppelvierer, die erste und bislang (Stand 2012) einzige olympische Rudergoldmedaille für die Volksrepublik China. Zum Abschluss ihrer internationalen Karriere belegte Xi Aihua beim Weltcup 2009 in München mit dem chinesischen Achter den zweiten Platz.